# Kolín dílny
Kolín dílny je železniční zastávka v jihovýchodní části středočeského města Kolín. Leží na železniční trati Praha – Česká Třebová.

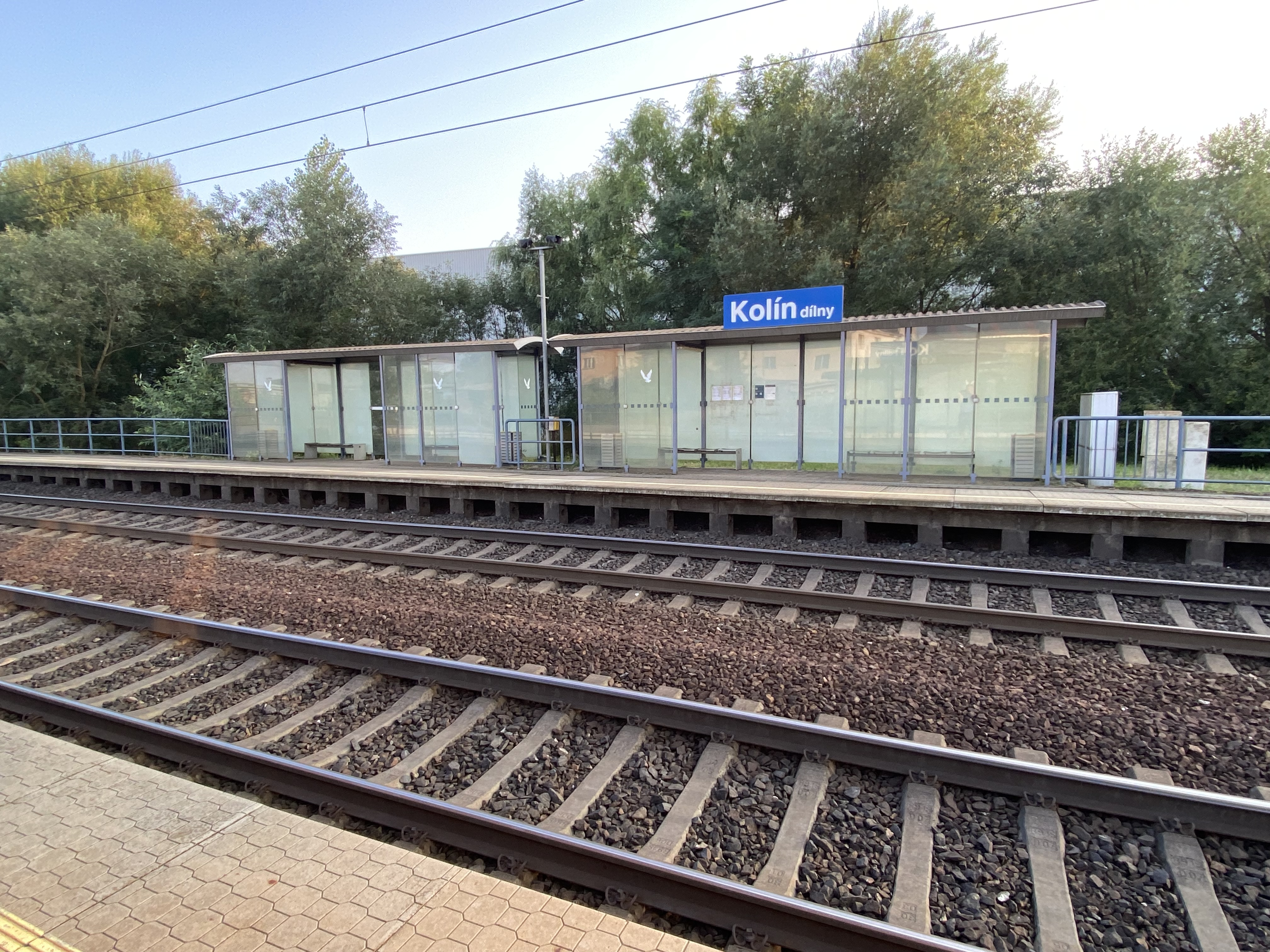
Přístřešky zastávky

## Popis
Zastávka se nachází v nadmořské výšce 200 metrů. V zastávce není přímá možnost zakoupení jízdních dokladů a odbavení cestujících se provádí ve vlaku nebo přes on-line aplikace. Zastávka obsahuje dvě nástupiště s vybudovanými přístřešky před povětrnostními vlivy a je zařazena v 6. pásmu Pražské integrované dopravy.